# Armênia nos Jogos Olímpicos da Juventude
A Arménia estreou-se nos Jogos Olímpicos de Verão da Juventude em 2010. O país participou também na edição de Inverno de 2012.

## Quadro de Medalhas

### Medalhas por Jogos de Verão
| Jogos          | Ouro | Prata | Bronze | Total |
| Singapura 2010 | 0    | 0     | 0      | 0     |
| Total          | 0    | 1     | 3      | 4     |

### Medalhas por Esportes
| Esporte        | Ouro | Prata | Bronze | Total |
| Halterofilismo | 0    | 1     | 1      | 2     |
| Judo           | 0    | 0     | 1      | 1     |
| Lutas          | 0    | 0     | 1      | 1     |
| Total          | 0    | 1     | 3      | 4     |

### Medalhistas
| Edição                             | Medalha | Nome               | Esporte        | Evento                    |
| ---------------------------------- | ------- | ------------------ | -------------- | ------------------------- |
| Verão de 2010 (1 Prata, 3 Bronzes) | Prata   | Gor Minasyan       | Halterofilismo | Mais de 85 kg masculino   |
| Verão de 2010 (1 Prata, 3 Bronzes) | Bronze  | Smbat Margaryan    | Halterofilismo | Até 56 kg masculino       |
| Verão de 2010 (1 Prata, 3 Bronzes) | Bronze  | Davit Ghazaryan    | Judô           | Até 66 kg masculino       |
| Verão de 2010 (1 Prata, 3 Bronzes) | Bronze  | Artak Hovhannisyan | Luta           | Livre até 46 kg masculino |